# Tombstone (1993)
Tombstone ist ein US-amerikanischer Western von George Pan Cosmatos aus dem Jahr 1993. Das Drehbuch stammt von Kevin Jarre. Die Geschichte handelt von Wyatt Earp und seinen Brüdern, die nach Tombstone (Arizona) ziehen, wo sie und Doc Holliday auf eine Bande Krimineller, die „Cowboys“, treffen.

## Handlung
Wyatt Earp, ein hoch angesehener Ordnungshüter im Ruhestand, kommt in Tucson (Arizona) wieder mit seinen Brüdern Virgil und Morgan zusammen, von wo aus sie nach Tombstone aufbrechen, einer kleinen wachsenden Bergbaustadt, um sich dort niederzulassen. Dort treffen sie auf Wyatts alten Freund Doc Holliday, einen berüchtigten Spieler aus dem Süden, der sich in der trockenen Umgebung von Arizona eine Linderung seiner Tuberkulose erhofft.
Wyatts Frau verwendet regelmäßig Laudanum gegen ihre Kopfschmerzen und ist inzwischen von dieser Opiumtinktur abhängig. Gerade als Wyatt und seine Brüder anfangen, vom Umbau eines Saloons zu profitieren – allerdings unterhalb der allgemeinen Erwartung – treffen sie erstmals auf die „Cowboys“, eine kriminell organisierte Bande, angeführt von „Curly Bill“ Brocious. Die Mitglieder der Bande tragen eine rote Schärpe um die Taille, um ihre Zugehörigkeit zu demonstrieren.
Ein Konflikt wird mit Mühe vermieden, aufgrund der Beharrlichkeit Wyatts, der sich zur Ruhe gesetzt hat und kein Interesse mehr daran zu haben scheint, seine Laufbahn als Gesetzeshüter fortzusetzen. Hier findet auch die erste eher ungünstige Begegnung Doc Hollidays mit seinem Berufskollegen, dem psychopathischen Johnny Ringo statt, bei der sie eine angespannte Unterhaltung auf Latein führen.
Ebenfalls gerade in der Stadt angekommen sind die Theaterdarsteller Josephine Marcus und ihr Schauspielgefährte Herr Fabian. Obwohl Wyatt kein Mann des Gesetzes mehr ist, kann er sein Gerechtigkeitsgefühl nicht ignorieren, und in einer Stadt, die mit „Cowboys“ überschwemmt ist, dauert es nicht lange, bis sich Spannungen aufbauen.
Nachdem Curly Bill ein chinesisches Opiumhaus besucht hat, schießt er unter Drogeneinfluss mitten in der Stadt um sich. Der Stadtmarschall Fred White nähert sich Curly Bill, um ihm die Waffen abzunehmen, bevor jemand verletzt wird. Curly Bill schießt auf Marschall White und wird kurz darauf von Wyatt hinterrücks bewusstlos geschlagen. Die Spannungen werden angeheizt, als Ike Clanton und andere „Cowboys“ beabsichtigen, Curly Bill zu retten, und von Wyatt, seinen Schrotflinten-schleppenden Brüdern und Doc aufgehalten werden. Curly Bill steht später vor Gericht, wird aber freigesprochen und entlassen.
Wyatt hat auch Begegnungen mit Josephine, die anders als andere Damen ihrer Zeit ziemlich direkt zu Wyatt ist. Obwohl ihre Treffen harmlos aussehen, springt ein Funke zwischen ihnen, den keiner abstreiten kann.
Später wird Virgil, der die Gesetzlosigkeit in Tombstone nicht tolerieren kann, der neue Marschall (er ersetzt damit Fred White) und verhängt eine Waffensperre innerhalb der Stadtgrenze. Weitere Streitigkeiten mit den „Cowboys“ sind der Anlass für die legendäre Schießerei am O. K. Corral. Virgil und Morgan werden verwundet, drei „Cowboys“ getötet und die Zusammenarbeit des County-Sheriffs John Behans mit den „Cowboys“ aufgedeckt. Als Vergeltung für den Tod der „Cowboys“ wird Wyatts jüngerer Bruder Morgan erschossen, wobei Virgil am Arm angeschossen wird und dieser unbrauchbar wird. Virgil und Familie beschließen, Tombstone zu verlassen und in einem Zug zurück nach Tucson zu fahren. Von den „Cowboys“ verfolgt, sieht Wyatt Virgil und Familie sicher abreisen, während er sich mit ihnen auseinandersetzt.
Wyatt gibt bekannt, dass er U.S. Marschall geworden ist und beabsichtigt, jeden Mann, den er mit einer roten Schärpe sieht, umzubringen. Er lässt Clanton entkommen, um die Nachricht zu überbringen, und beginnt den rachsüchtigen Abschnitt in seinem Leben, als sich er, Doc, ein Ex-„Cowboy“ mit dem Namen McMasters und seine Freunde Jack Vermillion und Turkey Creek Jack Johnson verbünden, um die „Cowboys“ auszulöschen.
In einer anderen Auseinandersetzung wird Wyatt von den „Cowboys“ im Wald an einem Flussufer aufgelauert, wobei Wyatt Curly Bill umbringt.
An einem Punkt ist Docs Gesundheit so angeschlagen, dass sie an die Versorgung durch den Rancher Henry Hooker gebunden sind. Sie erfahren, dass Herr Fabian von zwei „Cowboys“ erschossen wurde, die Josephines Uhr stehlen wollten. Aufgrund seiner entfernten Beziehung (geografisch und emotional) zu seiner Frau erkennt Wyatt, was und wen (Josephine) er im Leben will.
Ringo schickt Wyatt eine Nachricht, in der er ihm ein Kräftemessen vorschlägt, um die Feindseligkeiten zu beenden. Wyatt ist einverstanden. Obwohl Doc ein besserer Gegner für Ringo wäre, ist er scheinbar nicht in der gesundheitlichen Verfassung für eine Schießerei und kann sich Wyatt nicht anschließen. Wyatt macht sich daher bereit für den Showdown mit Ringo, weiß aber nicht, dass Doc in dem Wissen, bessere Chancen zu haben, ihm doch zuvorkommen will. Doc tritt dem überraschten Ringo entgegen und sagt zu ihm „I’m your huckleberry“ (im übertragenen Sinne: „Ich bin der, auf den du gewartet hast.“). Ringo, der Wyatt erwartet hatte, wird nervös und sagt, dass er nicht mit Doc kämpfen wolle, aber dieser entgegnet, sie beendeten nur das „Spiel“ einer früheren Begegnung. Ringo ist notgedrungen einverstanden, und beide Männer starren sich an, während sie sich umkreisen. Als beide Männer ihre Waffe heben, schießt Doc zuerst und trifft Ringo tödlich am Kopf. Wyatt rennt los, als er die Schüsse hört, und alles, was er vorfindet, ist sein angeblich schwer angeschlagener Freund Doc, gesund und munter. Sie drängen darauf, ihren Job zu Ende zu bringen und die „Cowboys“ zu eliminieren, doch Clanton kann ihrem Rachefeldzug entkommen, indem er seine rote Schärpe wegwirft.
Später begibt sich Doc in ein Sanatorium in Glenwood Springs (Colorado), wo er kurz nach einem Besuch von Wyatt stirbt. Kurz vor seinem Tod schaut Doc auf seine Füße und den Zustand des Bettes, in dem er liegt, und murmelt: „I’ll be damned. Oh, this is funny“ (ungefähre Übersetzung: „Ich will verdammt sein. Oh, ist das lustig“) und stirbt. Doc bemerkt, dass er „ohne seine Stiefel stirbt“ (im Gegensatz zu „in den Stiefeln sterben“, das heißt in einer Schießerei).
Wyatt entschließt sich, Josephine zu folgen, und der Film endet mit Szenen, die einige Ereignisse in den folgenden Jahren zeigen.

## Produktion
1989 erhielt Kurt Russell das Drehbuch zu Tombstone. Zu der Zeit wollten Kevin Jarre und Kevin Costner den Film gemeinsam drehen, konnten sich aber auf keinen gemeinsamen Schwerpunkt einigen. Costner meinte, der Schwerpunkt solle bei Wyatt Earp liegen, und entschied, seinen eigenen Film, Wyatt Earp – Das Leben einer Legende, mit anderen Drehbuchautoren zu produzieren.
Russell verpflichtete sich und vereinbarte mit dem Produzenten Andrew Vajna, den Film mit einem Filmbudget von 25 Mio. Dollar zu finanzieren.
Ursprünglich wollten Jarre und Russell Willem Dafoe als Doc Holliday einstellen, doch Buena Vista Motion Pictures Group weigerte sich, in diesem Fall den Film zu verleihen.
Da Costner mit dem Wyatt-Earp-Film konkurrierte, nutzte er seinen Einfluss (der zu dieser Zeit beachtlich war) und überzeugte den überwiegenden Teil der bedeutendsten Filmstudios außer Buena Vista, Tombstone nicht zu verleihen. Jarre und Russell wandten sich an ihre zweite Wahl, Val Kilmer.
Beim Drehen von Tombstone traten einige Probleme auf. In einem Artikel von Henry Cabot Beck in der Zeitschrift True West ist die Rede davon, dass zu Anfang der Produktion der Drehbuchautor Jarre als Regisseur gefeuert und durch George P. Cosmatos ersetzt wurde. Ein angeführter Grund für die Kündigung ist, dass er sich weigerte, sein Drehbuch zu kürzen. Aufgrund der Arbeit, die Cosmatos in Rambo II – Der Auftrag geleistet hatte, empfahl Sylvester Stallone Kurt Russell daraufhin Cosmatos. Russell traf Becks Artikel zufolge eine Vereinbarung mit Cosmatos, dass Cosmatos bei dem Film zum Schein Regie führen sollte. Jede Nacht gab Russell Cosmatos eine Liste mit Kameraeinstellungen für den nächsten Tag.
Beide, Russell und Kilmer, sagten, dass das Drehbuch zu lang sei (Russell schätzte insgesamt ca. 20 Seiten). Kilmer meinte, dass „jede virtuelle Hauptfigur, jeder Cowboy z. B. eine Nebenhandlung hatte und erzählte eine Geschichte, und nichts davon ist in dem Film geblieben“. Er erzählte, dass während der gesamten Produktion über 100 Leute, Schauspieler und Belegschaft, entweder kündigten oder gekündigt worden seien. Russell ging sogar so weit, dass er seine eigenen Szenen kürzte, um anderen Schauspielern die Spielzeit zu verlängern.

## Sonstiges
- Tombstone wurde zur selben Zeit wie Wyatt Earp – Das Leben einer Legende gedreht.[2] Tombstone wurde am 25. Dezember 1993 als erster Film veröffentlicht, Wyatt Earp folgte am 24. Juni 1994 ein halbes Jahr später. Keiner der Filme erlangte einen herausragenden Erfolg, jedoch wird der Wyatt-Earp-Film mit einem riesigen Filmbudget von 63 Mio. Dollar und den dürftigen Einnahmen an einheimischen Kinokassen von 25 Mio. Dollar als Reinfall angesehen, während Tombstone mit einem Budget von 25 Mio. Dollar ein Einspielergebnis von über 56 Mio. Dollar in den USA erzielte.

- Robert Mitchum sollte anfangs Old Man Clanton spielen, aber Mitchum erlitt einen Reitunfall, der es ihm unmöglich machte, die Rolle zu spielen. Letztendlich begleitet Mitchum den Film als Erzähler, seine Rolle wurde aus dem Drehbuch gestrichen. Ein Großteil von Old Man Clantons Dialogen wird von anderen Figuren gesprochen, teilweise von Curly Bill, der dadurch anstelle von Clanton zum Anführer der Bande wurde.

- In einem kurzen Duell auf Latein zwischen Doc und Ringo (leider ohne Untertitel) wird klar, dass die beiden Revolverhelden auch in Bildung und fein gesetzter Provokation ebenbürtig sind. Im Saloon überlegt Doc laut und bezogen auf Ringo im Hinblick auf ihre gemeinsamen Eigenschaften: "Soll ich ihn hassen? Ja, da bin ich mir sicher, ich hasse ihn." Jemand versucht zu beschwichtigen und sagt zu Ringo, bezogen auf Doc: "Er ist betrunken." Doc: "In vino veritas." (Im Wein liegt die Wahrheit.) Damit bekräftig er seine Aussage, Ringo zu hassen, denn wenn er (Doc) betrunken ist, muss es ja stimmen, was er sagt. Ringo: "Age, quod agis." (Was du tust, das tu auch richtig.) Eine Aufforderung, aus dem Hass auch die Konsequenz zu ziehen und zu versuchen, ihn zu erschießen. Doc: "Credat Judaeus Apella, non ego." (Das mag der Jude Apella glauben, ich nicht. Ein Zitat aus Horaz, Satiren I.5, über einen besonders leichtgläubigen Menschen.) Hier im Sinne von "Erzähl das jemand anderem, ich lasse mich nicht davon beeindrucken." Ringo: "Eventus stultorum magister." (Das Ergebnis ist der Lehrmeister der Dummen.) Salopp gesagt: Du wirst schon sehen, was Du davon hast. Dabei greift er leicht zur Pistole und unterstreicht damit seine Aufforderung an Doc, endlich zu handeln. Doc: "In pace requiescat." (Er soll ruhen in Frieden.) Auch das eine Doppeldeutigkeit: Ringo soll sich davonmachen und seine Ruhe haben, oder Ringo werde ruhen in Frieden, wenn Doc ihn erschossen hat. Als Ringo daraufhin seinen Revolver auf Doc richtet, sagt dieser (wieder in der Muttersprache): "Mr. Ringo ist ein gebildeter Mann. Jetzt hasse ich ihn wirklich."

## Rezeption
Es wird geschätzt, dass Tombstone über $56 Mio. brutto in den Vereinigten Staaten eingespielt hat. Val Kilmers Darstellung von Doc Holliday wurde vielfach gelobt. Einige Kritiker meinten, er verdiene eine Oscarnominierung. 1994 wurde er in den Kategorien „Bester Schauspieler“ und „Begehrenswertester Schauspieler“ für zwei MTV Movie Awards nominiert.

„Ein überlanger, inszenatorisch wie dramaturgisch ungefüger Western, der sich zwischen der historischen Wirklichkeit und dem Mythos ‚Wyatt Earp‘ durchlaviert und dabei der Faszination seiner vielen Gewaltszenen erliegt.“